# لوز (کنتاکی)
لوز (به انگلیسی: Lowes) یک منطقهٔ مسکونی در ایالات متحده آمریکا است که در شهرستان گریوس، کنتاکی واقع شده‌است. لوز ۱٫۸ کیلومتر مربع مساحت و ۹۸ نفر جمعیت دارد و ۱۴۲٫۹۵ متر بالاتر از سطح دریا واقع شده‌است.